# Guardia venatoria volontaria
La guardia volontaria venatoria (GVV) o guardia giurata volontaria venatoria (GGVV) in caso si tratti di una guardia giurata) è una figura autorizzata a svolgere l'attività di vigilanza sulla caccia in Italia. La figura è prevista dalla legge 11 febbraio 1992, n. 157; le leggi regionali possono integrare ulteriormente la disciplina della figura ed i compiti.

## Requisiti e nomina
Per ottenere e mantenere la nomina, devono essere altresì membri di un'associazione venatoria, agricola o di protezione ambientale riconosciuta dal Ministero dell'ambiente, possedere i requisiti previsti dall'articolo 138 del TULPS, e di un attestato di idoneità rilasciato dalle regioni italiane - che stabiliscono norme sulla formazione - previo superamento di esame finale innanzi ad una apposita commissione, la cui composizione è demandata alle regioni medesime
Ai sensi dell'articolo 163, comma 3 del Decreto legislativo 31 marzo 1998, n. 112. vengono nominate dal Presidente della Provincia o dal Sindaco della Città metropolitana (o loro delegati) territorialmente competenti, e devono prestare apposito giuramento, innanzi al Sindaco (o suo delegato) del proprio comune di residenza. Infine tale qualifica può esser riconosciuta anche alle guardie particolari giurate.

## Attività
Le guardie svolgono la propria attività in regime volontario e gratuito, coordinate nelle province in cui operano dai comandi di polizia provinciale o dagli uffici faunistici delle amministrazioni provinciali, ed effettuano controlli sull'attività venatoria, attività anti bracconaggio, e controllo dei permessi per lo svolgimento dell'attività venatoria.
Durante l'espletamento dell'attività di vigilanza, le guardie volontarie rivestono la qualifica di pubblico ufficiale: è loro consentito chiedere ai cacciatori di fornire le proprie generalità, controllare i documenti (licenza di porto di fucile ad uso caccia, tesserino venatorio e assicurazione), le attrezzature da caccia (incluse le armi da caccia e i richiami), i cani al seguito e il carniere della selvaggina abbattuta. In caso di accertata violazione amministrativa, possono redigere il verbale di accertamento e contestazione (nella sola materia venatoria), notificandolo a mani contestualmente al trasgressore presente in loco. Per quanto riguarda l'efficacia probatoria, il verbale di contestazione costituisce un atto pubblico e fa quindi piena prova, fino a querela di falso, della provenienza del documento dal pubblico ufficiale che lo ha formato, nonché delle dichiarazioni delle parti e degli altri fatti che il pubblico ufficiale attesta avvenuti in sua presenza o da lui compiuti.
Tuttavia, la normativa vigente non attribuisce alle guardie volontarie venatorie la qualifica di agente di polizia giudiziaria, pertanto non possono operare alcun tipo di perquisizione (ad esempio di autoveicoli o immobili) né sequestro amministrativo cautelare di armi, fauna e mezzi di caccia né rilevare alcun illecito di natura penale: in questi casi, le guardie volontarie venatorie devono chiedere l'intervento degli organi di polizia. Alle guardie venatorie volontarie è inoltre vietato l'esercizio venatorio durante l'esercizio delle loro funzioni.